# NFL 1935
Die NFL-Saison 1935 war die 16. Saison der US-amerikanischen Footballliga National Football League (NFL). Meister der Liga wurden die Detroit Lions.
Nach dem im Vorjahr die Cincinnati Reds den Spielbetrieb einstellen mussten, fand sich für 1935 keine Nutzer der freien Franchise.
Wäre nicht das Spiel zwischen den Boston Redskins und den Philadelphia Eagles wegen starkes Schneefalls abgesagt worden, wäre es die erste Saison gewesen, in der alle Mannschaften die gleiche Anzahl von Spielen auszutragen hatten.

## Regular Season
Vor 1972 wurden Unentschieden beim ermitteln der Siegquote gestrichen und nur Siege und Niederlagen gewertet.  Dadurch wiesen die Detroit Lions mit 0,700 eine bessere Quote als die Green Bay Packers auf.  Andernfalls hätten die Lions und die Packers die Saison mit der gleichen Quote abgeschlossen und die Packers, die den direkten Vergleich mit zwei Siegen bei nur einer Niederlage für sich entschieden, hätten die Division gewonnen.

### Tabellen
| Eastern Division    | Eastern Division | Eastern Division | Eastern Division | Eastern Division | Eastern Division | Eastern Division |
| Team                | S                | N                | U                | SQ 1             | P+               | P−               |
| ------------------- | ---------------- | ---------------- | ---------------- | ---------------- | ---------------- | ---------------- |
| New York Giants     | 9                | 3                | 0                | 0,750            | 180              | 096              |
| Brooklyn Dodgers    | 5                | 6                | 1                | 0,455            | 090              | 141              |
| Pittsburgh Pirates  | 4                | 8                | 0                | 0,333            | 100              | 209              |
| Boston Redskins     | 2                | 8                | 1                | 0,200            | 065              | 123              |
| Philadelphia Eagles | 2                | 9                | 0                | 0,182            | 060              | 179              |

| Western Division  | Western Division | Western Division | Western Division | Western Division | Western Division | Western Division |
| Team              | S                | N                | U                | SQ 1             | P+               | P−               |
| ----------------- | ---------------- | ---------------- | ---------------- | ---------------- | ---------------- | ---------------- |
| Detroit Lions     | 7                | 3                | 2                | 0,700            | 191              | 111              |
| Green Bay Packers | 8                | 4                | 0                | 0,667            | 181              | 096              |
| Chicago Bears     | 6                | 4                | 2                | 0,600            | 192              | 106              |
| Chicago Cardinals | 6                | 4                | 2                | 0,600            | 099              | 097              |

## Championship Game
Das Championship Game fand am 15. Dezember 1935 im University of Detroit Stadium statt. Die Detroit Lions besiegten die New York Giants mit 26:7.